# گمینا لوووک شلانسکی
گمینا لوووک شلانسکی (به لهستانی:  Gmina Lwówek Śląski) یک گمینا در لهستان است که در شهرستان لوووک شلانسکی واقع شده‌است. گمینا لوووک شلانسکی ۲۴۰٫۳۷ کیلومتر مربع مساحت و ۱۸٬۱۸۹ نفر جمعیت دارد.

## خواهرخوانده
شهر Noidans-lès-Vesoul خواهرخواندهٔ گمینا لوووک شلانسکی هست.